# Johnny Geoghegan
John Geoghegan ( /ˈ ɡ eɪ ɡ ən / ; 5 novembre 1913 - 5 janvier 1975) est un homme politique irlandais du Fianna Fáil qui est Teachta Dála (TD) pendant plus de vingt ans.

## Biographie
Geoghegan est élu au Dáil Éireann dès sa première tentative, aux élections générales de 1954, prenant son siège au 15e Dáil en tant que député pour la circonscription de Galway West.
Il est réélu lors des cinq élections générales suivantes. En juillet 1969, il est nommé par le Taoiseach Jack Lynch secrétaire parlementaire du ministre de la Protection sociale. Il reste jusqu'à ce que le Fianna Fáil perde ses fonctions aux élections générales de 1973.
Après sa mort le 5 janvier 1975, l'élection partielle pour son siège à Galway West au 20e Dáil a lieu le 4 mars et est remportée pour le Fianna Fáil par sa fille Máire Geoghegan-Quinn.